# Paul Duport
Nicolas-Paul Duport (* 22. April 1798 in Paris; † 26. Dezember 1866 ebenda) war ein französischer Dramatiker und Librettist. Er veröffentlichte aber auch unter den Pseudonymen M. P. D., Paulin und Erbert.
Paul Duport war Sohn des Dramatikers Auguste Duport. In seiner Jugend besuchte er das Lycée Charlemagne in Paris. Duport verfasste vor allem Dramen und lieferte die Libretti für Opern und Vaudevilles. Er betätigte sich auch als Journalist und schrieb beispielsweise Essays über William Shakespeare und wirkte in Enzyklopädien wie der Biographie universelle ancienne et moderne mit.
Er arbeitete oft mit Kollegen wie Félix-Auguste Duvert, Eugène Scribe, Jean-François Bayard und Virginie Ancelot zusammen, anfänglich meist unter Pseudonym. Die Qualität seiner Arbeiten war aber stets, ungeachtet der Zuschreibung, hoch. Erst nach 1835, nach La fille de l’avare, bekannte er sich überwiegend zur Urheberschaft.
Seine Stücke wurden regelmäßig an renommierten Bühnen gegeben, wie dem Théâtre du Gymnase Marie Bell oder dem Théâtre des Nouveautés.

## Werke (Auszug)
- L’orphelin, ou, La loge et le salon : pièce anecdotique en deux actes, et melée de vaudevilles, 1828 als Paulin, mit Edmond Rochefort
- Marie Mignot : comédie historique, mêlée de couplets, en trois époques, 1829 ungenannt, mit Jean-François Bayard
- La première cause, ou, Le jeune avocat : comédie-vaudeville en un acte, 1829, mit Édouard Monnais
- Claire d’Albe, comédie en deux actes, mêlée de couplets, 1831, mit Jean-François Bayard
- Une dame de l’empire, comédie-vaudeville en un acte, 1834 als Paulin, mit Virginie Ancelot
- L’habit ne fait pas le moine, comédie-vaudeville en trois actes, 1835, mit Amable de Saint-Hilaire
- La Champmeslé, comédie anecdotique en deux actes mêlée de chant, 1837 als Ebert, mit Virginie Ancelot
- Le Dépositaire, comédie-vaudeville en trois actes, 1839 als Einzelwerk
- Trenitz, 1846, mit Édouard Monnais